# Estezet

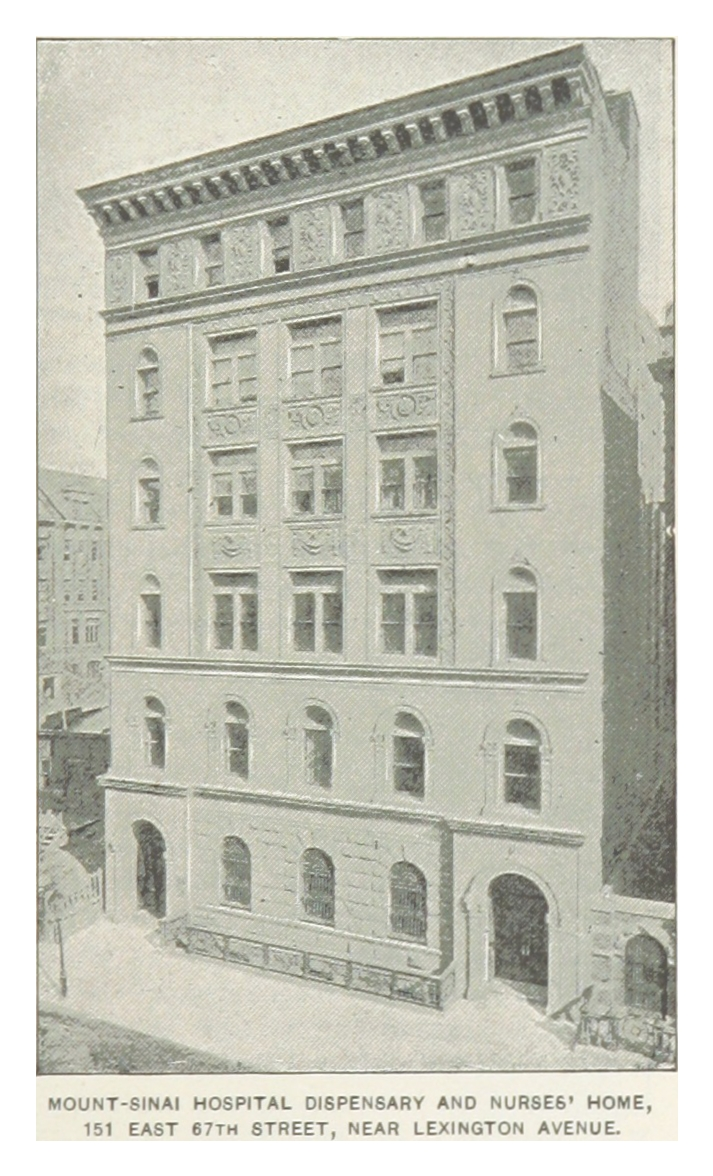
b. siedziba Ekspozytury „Estezet” w Konsulacie Generalnym RP w Nowym Jorku przy 149-151 East 67th St. (1941-1945)

Estezet, właśc. Samodzielna Ekspozytura Wywiadowcza „Estezet” Oddziału II Sztabu Naczelnego Wodza – polska placówka wywiadowcza, działająca w czasie II wojny światowej na terenach obu Ameryk, mająca siedzibę w Nowym Jorku. 
Powstanie Samodzielnej Ekspozytury Wywiadowczej „Estezet” Oddziału II Sztabu Naczelnego Wodza w Nowym Jorku uzgodnione zostało w sierpniu 1941, kiedy to podpisana została również wstępna umowa na temat współpracy wywiadowczej pomiędzy służbami polskimi i amerykańskimi. Samodzielna Ekspozytura Wywiadowcza „Estezet” swoim zasięgiem obejmowała: Stany Zjednoczone, Kanadę, Brazylię, Argentynę, Chile, Paragwaj, Urugwaj, a także Peru oraz Boliwię, i posiadała placówki w innych miastach Stanów Zjednoczonych, jak również w wymienionych krajach. Głównymi zadaniami placówki były: obserwacja sytuacji wojskowej i politycznej krajów obu Ameryk, stanu i rozwoju Polonii, agitacji i penetracji komunizmu ze specjalnym uwzględnieniem jego stosunku do Stanów Zjednoczonych i Kanady oraz spraw polskich. Także zajmowała się stanem, rozwojem i postawą towarzystw ukraińskich oraz analizą prasy mniejszościowej (polskiej, niemieckiej, ukraińskiej, czeskiej, słowackiej, litewskiej i żydowskiej).
Od 1 września 1943 działała pod nazwą Samodzielnej Placówki Wywiadowczej „Estezet”. 
Archiwum zostało zdigitalizowane i jest dostępne na stronie Instytutu Józefa Piłsudskiego w Ameryce. Akta placówki „Estezet” zostały zabezpieczone przez ostatniego z jej kierowników - mjr Mariana Chodackiego. W 1945, po cofnięciu uznania Rządowi RP na emigracji mjr. Chodacki przekazał kolekcję siostrom zakonnym ze Zgromadzenie Sióstr Najświętszej Rodziny z Nazaretu w Filadelfii.

## Kierownicy Ekspozytury
- 1941-1943 - ppłk dypl. Ludwik Lucjan Sadowski (1896-1964)
- 1943-1944 - mjr dypl. Marian Chodacki (1898-1975)

## Podległe placówki 1942-1944
- Buffalo „Mackenzie” (stosowana nazwa, kryptonim), kier. Marian Wójcik (?), ps. „Ojciec”
- Chicago „Mackay”, kier. Janusz Stamirowski, ps. „Nowakowski”
- Detroit „Mandan”, kier. Leśniewicz, pseudonim „Bończa”[3]
- Nowy Jork „Magdalen”, kier. Zygmunt Krosnowski, ps. „Tabasz”
- Pittsburgh „Magellan”, kier. dr Jan Kasprzak, ps. „Jan Rembowski”
- Waszyngton „Magog”, kier. por. Jerzy Piotrowski, ps. „Peters”
- Waszyngton „Madame”, kier. Edward Weintal, ps. „Karpiński”
- Ottawa „Manchester”, kier. kpt. Alfred Birkenmayer, ps. „Burmistrz”
- Asuncion „San Feli”, kier. Ludwik Krotoszyński, ps. „Łodzianin”
- Buenos Aires „Salvador”, kier. płk Stefan Fabiszewski, ps. „Steffal”
- Buenos Aires „San Antonio”, kier. dr Roman Czesław Ciechanów. ps. „Korsak”
- Montevideo „Sambrerete”, kier. Józef Makowski, ps. „Legun”
- Rio de Janeiro „Sabanilla”, kier. por. Bohdan Pawłowicz, ps. „Pedro”
- Rio de Janeiro „Salta”, kier. Konrad Wrzos, ps. „Spryciarz”
- Santiago de Chile „Sinalca”, kier. Wiktor Stanisławski, ps. „Rolski”

Od 1944 działała w Meksyku Placówka Informacyjno-Wywiadowcza „Mexico”. Kierował nią mjr Zdzisław Żórawski. 

## Siedziba
Placówka funkcjonowała pod przykrywką w Konsulacie Generalnym RP w Nowym Jorku przy 149-151 East 67th St..